# Động đất Đài Đông 2022
Động đất Đài Đông 2022 (tiếng Trung: 2022年台東地震) là hai trận động đất xảy ra vào ngày 17 và 18 tháng 9 năm 2022. Trận động đất có cường độ lần lượt là 6,5 và 6,9 Mw, tâm chấn độ sâu khoảng 7 km. Hậu quả trận động đất đã làm 1 người chết, 179 người bị thương.

## Thiết lập kiến tạo
Đài Loan nằm trên ranh giới giữa mảng Á-Âu và mảng Philippines, hội tụ với tốc độ 80 mm mỗi năm. Hòn đảo là kết quả của sự nâng lên do va chạm giữa đầu phía bắc của Luzon,Vòng cung và rìa lục địa của Trung Quốc.